# 小笠原泰
小笠原 泰（おがさわらやすし、1957年 - ）は、明治大学教授、及び経営コンサルタントである。神奈川県鎌倉市出身。

## 略歴
鎌倉市生まれ。東京大学文学部卒、米国シカゴ大学社会科学大学院国際政治経済学修士・米国シカゴ大学経営大学院経営学修士。
マッキンゼー・アンド・カンパニー、フォルクスワーゲンドイツ本社インターンを経て、アグリメジャーである米国カーギル社ミネアポリス本社入社。ミネアポリス本社、カーギルB.V.（オランダ）、カーギルPLC（イギリス）勤務を経て、NTTデータ経営研究所。同社パートナーを経て、2009年（平成21年）4月より明治大学国際日本学部教授。
他に静岡大学大学院工学研究科事業開発マネジメント専攻客員教授。Universite Toulouse 1 Capitole TSM Research 客員教授、OECD CFA(租税委員会)FTA Tax e-auditグループ委員を歴任。

## 主張
- 少子化について、出生率を改善するには、選択的夫婦別姓制度すら認めないような家族観は抜本的に見直す必要がある、と述べる[1][2]。

## 著書
- 『キャッシュフロー経営がわかる本』（共著、日本能率協会 、1998年）
- 『プロジェクト立案・審査マニュアル 』（編著、日本能率協会、1999年）
- 『CNCネットワーク革命』（共編著、東洋経済新報社、2002年）
- 『日本的改革の探究―グローバル化への処方箋 』（単著、日本経済新聞社、2003年）
- 『なんとなく、日本人―世界に通用する強さの秘密』（単著、PHP研究所、2006年）
- 『「ニッポン学」の現在』（明治大学国際日本学部編、角川学芸出版、2008年）
- 『日本型イノベーションのすすめ』（共著、日本経済新聞出版社、2009年）
- 『２０５０　老人大国の現実』（共著、東洋経済新報社、2012年）
- 『没落する日本、強くなる日本人』（単著、さくら舎、2014年）
- 『わが子を「居心地の悪い場所」に送り出せ』（単著、プレジデント社、2019年）
- 『日本人3.0』（単著、ワニブックス、2024年）